# Coleman Livingston Blease

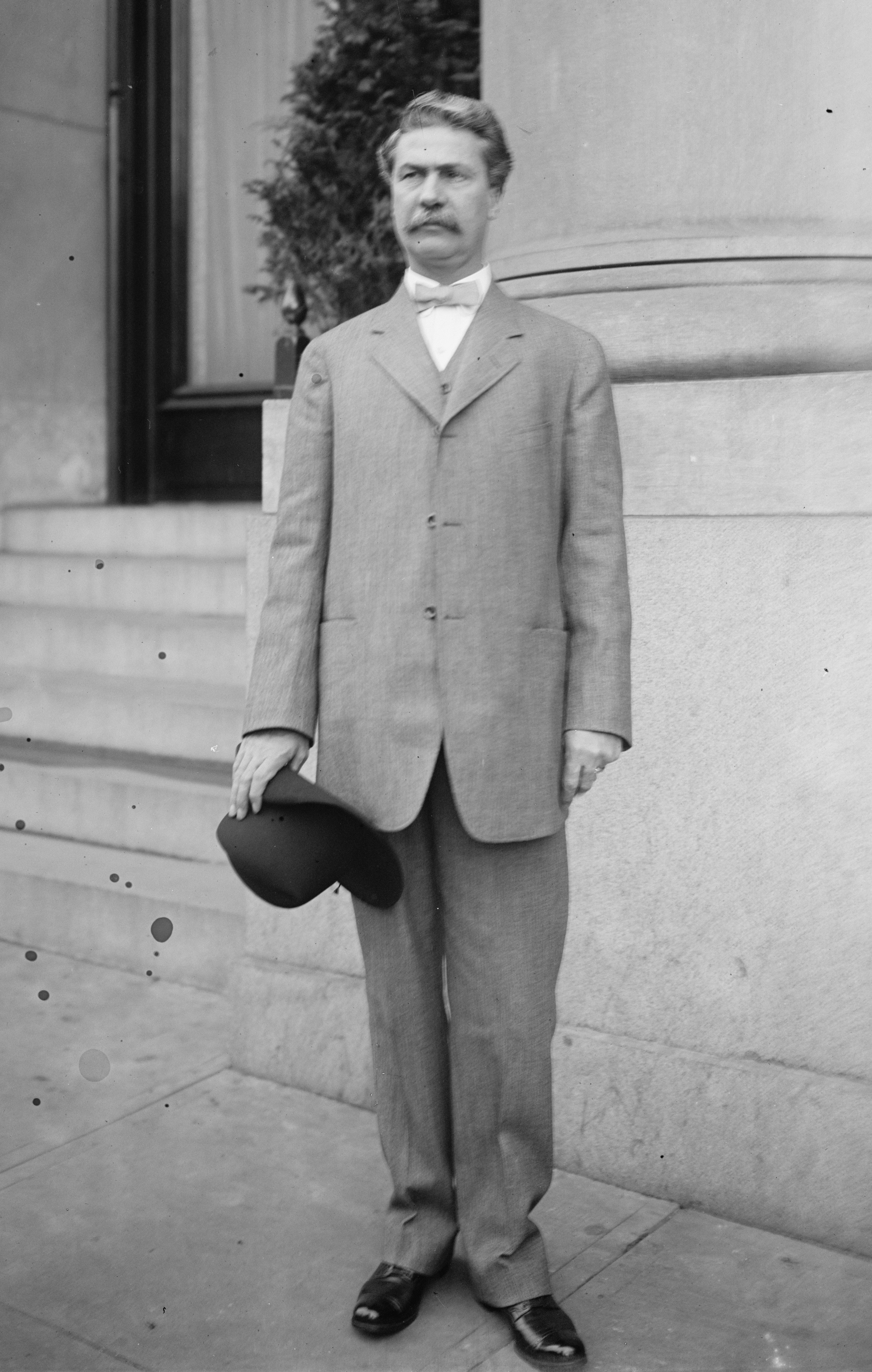
Coleman Livingston Blease (1912)

Coleman Livingston Blease (* 8. Oktober 1868 bei Newberry, Newberry County, South Carolina; † 19. Januar 1942 in Columbia, South Carolina) war ein US-amerikanischer Politiker und von 1911 bis 1915 Gouverneur von South Carolina. Von 1925 bis 1931 war er Mitglied im Senat der Vereinigten Staaten.

## Frühe Jahre und politischer Aufstieg
Coleman Blease besuchte das Newberry College und die University of South Carolina. Schließlich studierte er an der Georgetown University in Washington Jura. Nach seiner Zulassung als Anwalt im Jahr 1889 eröffnete er zusammen mit seinem Bruder eine Kanzlei. Zwischen 1890 und 1900 war Blease mit einer Unterbrechung im Repräsentantenhaus von South Carolina, von 1904 bis 1908 gehörte er dem Staatssenat an. Im Jahr 1910 war er außerdem Bürgermeister von Newberry. Nach mehreren vergeblichen Versuchen wurde er im Jahr 1910 von der Demokratischen Partei zu deren Spitzenkandidat für die anstehende Gouverneurswahl nominiert. Er gewann die anschließende Wahl vom 8. November 1910, bei der er ohne Gegenkandidat blieb. Da die Republikanische Partei in jenen Jahren in South Carolina so schwach war, dass sie praktisch nicht existierte, wurden politische Debatten innerhalb der Demokratischen Partei ausgetragen, die in zwei gegnerische Fraktionen gespalten war.

## Gouverneur von South Carolina
Nachdem Blease am 5. November 1910 wieder ohne Gegenkandidaten für zwei weitere Jahre bestätigt wurde, konnte er insgesamt vier Jahre als Gouverneur amtieren. Die Tatsache, dass er jeweils keinen Gegner bei der Wahl hatte, hieß nicht, dass er unumstritten war. Innerparteilich gab es eine Opposition, gegen die er sich vor den beiden Wahlen jeweils durchsetzen musste. Während seiner Amtszeit wurde das Medical College in Charleston der Landesverwaltung unterstellt. Der Gouverneur ging gegen Verschwendung in der Verwaltung vor und förderte das Bildungswesen. Es gab aber auch Schattenseiten seiner Regierung. Besonders umstritten war seine Anwendung des Begnadigungsrechts. In seinen vier Jahren als Gouverneur hatte er 1500 bis 2000 Gefangene begnadigt, darunter auch schuldige Schwerverbrecher. Angeblich wollte der Gouverneur diesen „armen Kerlen“ eine zweite Chance geben. Er hatte gleichzeitig gegen viele Gesetzesvorlagen des Parlaments sein Veto eingelegt.
In der Rassenfrage war er ein Rassist, der von der Minderwertigkeit der schwarzen gegenüber der weißen Rasse überzeugt war. Er war nicht nur Anhänger der Rassentrennung, sondern als Politiker auch an dem sogenannten Disfranchisement, der juristischen Diskriminierung der schwarzen Bevölkerung durch Gesetze, beteiligt. Er befürwortete auch das Lynchen und damit den illegalen Terror gegen die schwarze Bevölkerung. Schließlich geriet er auch noch mit der Bundesregierung über die Frage der Einsatzbereitschaft der Nationalgarde in Konflikt. Aus diesem Grund und auch wegen seiner zunehmenden Unbeliebtheit trat er fünf Tage vor Ablauf seiner Amtszeit am 14. Januar 1915 von seinem Amt zurück. Ein weiterer Grund für den Rücktritt so kurz vor Ende der Amtszeit war die Tatsache, dass er bei der Amtseinführung des gewählten Nachfolgers Richard Irvine Manning aus persönlichen Gründen nicht anwesend sein wollte. Bemerkenswert ist noch eine Unwetterkatastrophe vom 28. August 1911, als ein Wirbelsturm die Reisernte des Landes zerstörte.

## Weitere Karriere
Nach dem Ausscheiden aus dem Amt des Gouverneurs blieb er politisch aktiv. Zwischen 1925 und 1931 war er im US-Senat in Washington. Dort legte er einen Gesetzesvorschlag vor, der die Illegalität von Mischehen verschärfen sollte, scheiterte damit jedoch. In den Jahren 1922, 1934 und 1938 scheiterte er jeweils in den Vorwahlen mit dem Versuch, noch einmal Gouverneur von South Carolina zu werden. Coleman Blease starb im Januar 1942.